# Ashton C. Shallenberger
Ashton Cockayne Shallenberger, född 23 december 1862 i Toulon, Illinois, död 22 februari 1938 i Franklin, Nebraska, var en amerikansk demokratisk politiker. Han var Nebraskas guvernör 1909–1911 och ledamot av USA:s representanthus 1901–1903, 1915–1919, 1923–1929 samt 1931–1935.
Shallenberger studerade vid University of Illinois och flyttade 1881 till Nebraska. Han var verksam som ranchägare och inom bankbranschen. Efter att ha suttit en mandatperiod i representanthuset återkom han till politiken år 1908 då han vann guvernörsvalet i Nebraska som demokraternas kandidat. Shallenberger efterträdde 1909 George L. Sheldon som guvernör och efterträddes 1911 av Chester Hardy Aldrich.
Shallenberger kandiderade 1912 utan framgång till USA:s senat men lyckades två år senare i sin kampanj till representanthuset med omval 1916. I kongressvalet 1918 besegrades Shallenberger men fyra år senare vann han igen med omval 1924 och 1926. I kongressvalet 1928 förlorade han sitt mandat men ställde ännu upp i kongressvalen 1930 och 1932 då han tog sina sista valsegrar. I kongressvalet 1934 lyckades han inte längre bli nominerad av demokraterna till ytterligare en mandatperiod.
Shallenberger avled 1938 och gravsattes på Alma Cemetery i Alma.